# Vítor Ribeiro
Vítor de Souza Ribeiro (Rio de Janeiro, 24 de fevereiro de 1979) é um ex-lutador profissional de artes marciais mistas que competiu na divisão peso-leve. Profissional desde 2001, competiu anteriormente no Strikeforce, Shooto, DREAM, Cage Rage, Cage Force, na World Fighting Alliance, e no K-1 HERO'S. Ribeiro é ex-campeão mundial peso-leve do Cage Rage e do Shooto.

## Carreira profissional no grappling
Vítor Ribeiro é um grappler de destaque. Ele venceu o CBJJ Mundiais (Campeonato Mundial de Jiu-Jitsu Brasileiro) quatro vezes: uma vez como faixa-roxa em 1996 e três vezes como faixa-preta em anos consecutivos (1999, 2000 e 2001). Ele competiu no ADCC em 2000 e 2003.
Ribeiro enfrentou Adriano Silva em uma superluta no BJJ Stars 12 em 27 de abril de 2024. Ele perdeu a luta por vantagens.

## Carreira no MMA
Após uma breve ausência do mundo do MMA, Ribeiro retornou à competição no DREAM 8, onde dominou o ex-lutador olímpico Katsuhiko Nagata, encerrando a luta por TKO. Em sua luta seguinte, no DREAM 10, ele perdeu para Shinya Aoki por decisão unânime.
Em 24 de setembro de 2009, foi anunciado que ele havia assinado um contrato de múltiplas lutas com o Strikeforce.
Ribeiro fez sua estreia na organização em 15 de maio de 2010, contra o invicto Lyle Beerbohm, e perdeu por decisão dividida.
Sua próxima luta no Strikeforce foi contra Justin Wilcox no Strikeforce Challengers: Wilcox vs. Ribeiro. Ele perdeu por decisão unânime.
Em 8 de agosto de 2013, Ribeiro anunciou sua aposentadoria das artes marciais mistas.
Em 2015, Ribeiro passou a atuar como árbitro em eventos de artes marciais mistas. Ele estreou como árbitro do UFC em 18 de abril de 2015, no UFC on Fox: Machida vs. Rockhold.
Atualmente, Vítor é o principal instrutor de BJJ em sua academia em Manhattan, assim como em Scotch Plains, NJ.

## Linhagem no Brazilian Jiu-Jitsu
Mitsuyo Maeda » Carlos Gracie Sr. » Carlson Gracie » André Pederneiras » Vítor Ribeiro

## Títulos e conquistas

### Artes marciais mistas
- Cage Rage
  - Campeão Mundial Peso-Leve do Cage Rage (1 vez)
  - Duas defesas de título bem-sucedidas
- Hero's
  - Semifinalista do Grand Prix Middleweight do HERO'S 2007
- Shooto
  - Campeão Mundial Peso-Leve do Shooto (1 vez)

### Grappling
- Campeonato Brasileiro de Equipes CBJJ[2]
  - 2001 Marrom/Preto – Leve: Nova União, 1º lugar
  - 2000 Marrom/Preto – Leve: Nova União, 1º lugar
  - 1999 Marrom/Preto – Leve: Nova União A, 1º lugar
  - 1998 Marrom/Preto – Leve: Nova União, 2º lugar
  - 1997 Marrom/Preto – Leve: Nova União (A), 1º lugar
  - 1996 Marrom/Preto – Leve: Nova União, 2º lugar

## Cartel no MMA
| Cartel no MMA   |             |            |
| 25 lutas        | 20 vitórias | 5 derrotas |
| Por nocaute     | 2           | 2          |
| Por finalização | 12          | 0          |
| Por decisão     | 6           | 3          |

| Res.    | Cartel | Oponente          | Método                            | Evento                                      | Data                   | Round | Tempo | Local                                    | Notas                                                         |
| ------- | ------ | ----------------- | --------------------------------- | ------------------------------------------- | ---------------------- | ----- | ----- | ---------------------------------------- | ------------------------------------------------------------- |
| Derrota | 20–5   | Justin Wilcox     | Decisão (unânime)                 | Strikeforce Challengers: Wilcox vs. Ribeiro | 19 de novembro de 2010 | 3     | 5:00  | Jackson, Mississippi, Estados Unidos     |                                                               |
| Derrota | 20–4   | Lyle Beerbohm     | Decisão (dividida)                | Strikeforce: Heavy Artillery                | 15 de maio de 2010     | 3     | 5:00  | St. Louis, Missouri, Estados Unidos      |                                                               |
| Derrota | 20–3   | Shinya Aoki       | Decisão (unânime)                 | Dream 10                                    | 20 de julho de 2009    | 2     | 5:00  | Saitama, Japão                           |                                                               |
| Vitória | 20–2   | Katsuhiko Nagata  | TKO (interrupção médica)          | DREAM 8                                     | 5 de abril de 2009     | 1     | 7:58  | Nagoya, Japão                            |                                                               |
| Derrota | 19–2   | Gesias Cavalcante | KO (socos)                        | HERO'S 10                                   | 17 de setembro de 2007 | 1     | 0:35  | Yokohama, Japão                          | Semifinal do Hero's 2007 Lightweight Grand Prix               |
| Vitória | 19–1   | Kazuyuki Miyata   | Finalização (triângulo de braço)  | HERO's 9                                    | 16 de julho de 2007    | 2     | 1:54  | Yokohama, Japão                          | Quartas de final do Hero's 2007 Lightweight Grand Prix        |
| Vitória | 18–1   | Ryuki Ueyama      | Finalização (armbar do triângulo) | HERO'S 8                                    | 12 de março de 2007    | 1     | 1:48  | Nagoya, Japão                            |                                                               |
| Vitória | 17–1   | Daisuke Nakamura  | Finalização (armbar reto)         | Cage Rage 19                                | 9 de dezembro de 2006  | 1     | 3:55  | Londres, Inglaterra                      | Defendeu o título do Cage Rage World Lightweight Championship |
| Vitória | 16–1   | Abdul Mohamed     | Finalização (kimura)              | Cage Rage 18                                | 30 de setembro de 2006 | 1     | 4:27  | Londres, Inglaterra                      | Defendeu o título no Cage Rage World Lightweight Championship |
| Vitória | 15–1   | Chris Brennan     | Finalização (inchaço no olho)     | GFC: Team Gracie vs Team Hammer House       | 3 de março de 2006     | 2     | 3:25  | Columbus, Ohio, Estados Unidos           |                                                               |
| Vitória | 14–1   | Eiji Mitsuoka     | Decisão (unânime)                 | MARS                                        | 4 de fevereiro de 2006 | 3     | 5:00  | Tóquio, Japão                            |                                                               |
| Vitória | 13–1   | Jean Silva        | Finalização (triângulo de braço)  | Cage Rage 13                                | 10 de setembro de 2005 | 2     | 4:18  | Londres, Inglaterra                      | Ganhou o Cage Rage World Lightweight Championship             |
| Vitória | 12–1   | Gerald Strebendt  | Finalização (guilhotina)          | Cage Rage 12                                | 2 de julho de 2005     | 1     | 1:13  | Londres, Inglaterra                      |                                                               |
| Vitória | 11–1   | Tetsuji Kato      | Finalização (triângulo de braço)  | Rumble on the Rock 7                        | 7 de maio de 2005      | 3     | 2:32  | Honolulu, Havaí, Estados Unidos          |                                                               |
| Derrota | 10–1   | Tatsuya Kawajiri  | TKO (socos)                       | Shooto: Year End Show 2004                  | 14 de novembro de 2004 | 2     | 3:11  | Tóquio, Japão                            | Perdeu o Shooto World Lightweight Championship                |
| Vitória | 10–0   | Mitsuhiro Ishida  | Decisão (unânime)                 | Shooto Hawaii: Soljah Fight Night           | 9 de julho de 2004     | 3     | 5:00  | Honolulu, Havaí, Estados Unidos          |                                                               |
| Vitória | 9–0    | Joachim Hansen    | Finalização (triângulo de braço)  | Shooto: Year End Show 2003                  | 14 de dezembro de 2013 | 2     | 2:37  | Urayasu, Chiba, Japão                    | Ganhou o Shooto World Lightweight Championship                |
| Vitória | 8–0    | Ivan Menjivar     | Decisão (unânime)                 | Absolute Fighting Championships 4           | 19 de julho de 2003    | 3     | 5:00  | Fort Lauderdale, Flórida, Estados Unidos |                                                               |
| Vitória | 7–0    | Ryan Bow          | Decisão (unânime)                 | Shooto: 5/4 in Korakuen Hall                | 4 de maio de 2003      | 3     | 5:00  | Tóquio, Japão                            |                                                               |
| Vitória | 6–0    | Tatsuya Kawajiri  | Decisão (unânime)                 | Shooto: Year End Show 2002                  | 14 de dezembro de 2002 | 3     | 5:00  | Urayasu, Chiba, Japão                    |                                                               |
| Vitória | 5–0    | Eddie Yagin       | Finalização (triângulo de braço)  | WFA 3: Level 3                              | 23 de novembro de 2002 | 2     | 2:23  | Las Vegas, Nevada, Estados Unidos        |                                                               |
| Vitória | 4–0    | Hiroshi Tsuruya   | Decisão (unânime)                 | Shooto: Treasure Hunt 10                    | 16 de setembro de 2002 | 3     | 5:00  | Yokohama, Japão                          |                                                               |
| Vitória | 3–0    | Joe Hurley        | Finalização (triângulo de braço)  | WFA 2: Level 2                              | 5 de julho de 2002     | 2     | 1:19  | Las Vegas, Nevada, Estados Unidos        |                                                               |
| Vitória | 2–0    | Takumi Nakayama   | Finalização (triângulo de braço)  | HOOKnSHOOT: Relentless                      | 25 de maio de 2002     | 1     | 0:51  | Evansville, Indiana, Estados Unidos      |                                                               |
| Vitória | 1–0    | Charlie Kohler    | TKO (corte)                       | World Fighting Alliance 1                   | 3 de novembro de 2001  | 1     | 3:50  | Las Vegas, Nevada, Estados Unidos        |                                                               |

## Histórico no submission grappling
| ? Lutas, ? Vitórias, ? Derrotas, ? Empates |                   |                   |                                     |                    |      |                     |
| Resultado                                  | Categoria de peso | Oponente          | Método                              | Evento             | Data | Fase                |
| Derrota                                    | Absoluto          | PJ Barch          | Chave de braço                      | Quintet 3          | 2018 | Semifinal           |
| Derrota                                    | Absoluto          | Gordon Ryan       | Chave de braço                      | Quintet 3          | 2018 | Final               |
| Vitória                                    | 73 kg             | Caol Uno          | Mata-leão curto                     | Polaris 5          | 2017 | Superluta           |
| Derrota                                    | 82 kg             | Fernando Tererê   | Decisão dos árbitros                | Polaris 4          | 2016 | Superluta           |
| Vitória                                    | 76 kg             | Daisuke Nakamura  | Finalização pelas costas            | Polaris 2          | 2015 | Superluta           |
| Vitória                                    | Absoluto          | Nino Schembri     | Pontos: 8x0                         | World Expo         | 2014 | Superluta           |
| Vitória                                    | 77 kg             | Jason Ramsterrer  | Mata-leão                           | ADCC               | 2003 | 1ª rodada           |
| Vitória                                    | 77 kg             | Pablo Popovitch   | Pontos                              | ADCC               | 2003 | Quartas de final    |
| Derrota                                    | 77 kg             | Marcelo Garcia    | Mata-leão                           | ADCC               | 2003 | Semifinal           |
| Vitória                                    | 77 kg             | Chris Brown       | Pontos: 3x0                         | ADCC               | 2003 | Disputa de 3º lugar |
| Vitória                                    | 73 kg             | Michael O'Donnell | Estrangulamento                     | Arnold Classic     | 2003 | Quartas de final    |
| Vitória                                    | 73 kg             | Daniel Moraes     | Pontos: 2x0                         | Arnold Classic     | 2003 | Semifinal           |
| Vitória                                    | 73 kg             | Daniel Moraes     | Pontos                              | Arnold Classic     | 2002 | Final               |
| Vitória                                    | Absoluto          | Flávio Fernandes  | Chave de braço                      | Copa Leopoldina    | 2001 | 1ª rodada           |
| Vitória                                    | Absoluto          | Rodrigo Fernandes | Ezequiel                            | Copa Leopoldina    | 2001 | Semifinal           |
| Vitória                                    | 82 kg             | Bruno Fernandes   | Estrangulamento                     | Campeonato Mundial | 2001 | Semifinal           |
| Vitória                                    | 82 kg             | Fernando Tererê   | Pontos: 2x0                         | Campeonato Mundial | 2001 | Final               |
| Vitória                                    | 76 kg             | Léo Vieira        | Pontos: 2x0                         | Campeonato Mundial | 2000 | Semifinal           |
| Vitória                                    | 76 kg             | Márcio Feitosa    | Punição                             | Campeonato Mundial | 2000 | Final               |
| Vitória                                    | 77 kg             | Rumina Sato       | Pontos: 4x0                         | ADCC               | 2000 | 1ª rodada           |
| Derrota                                    | 77 kg             | Léo Vieira        | Vantagem                            | ADCC               | 2000 | Quartas de final    |
| Derrota                                    | Absoluto          | Ricardo Almeida   | Chave de joelho                     | ADCC               | 2000 | Quartas de final    |
| Derrota                                    | 75 kg             | Léo Vieira        | Pontos: 6x4                         | Rio x São Paulo    | 2000 | Superluta           |
| Vitória                                    | 76 kg             | Márcio Feitosa    | Empate em 2x2, vitória por vantagem | Campeonato Mundial | 1999 | Final               |
| Vitória                                    | 70 kg             | Marco Aurélio     | Pontos                              | Campeonato Mundial | 1997 | Semifinal           |
| Derrota                                    | 70 kg             | Royler Gracie     | Vantagem                            | Campeonato Mundial | 1997 | Final               |
| Vitória                                    | 88 kg             | Alexandre Soca    | Pontos: 5x0                         | Team Nationals     | 1997 | Semifinal           |
| Vitória                                    | 88 kg             | Otávio Couto      | Pontos: 18x0                        | Team Nationals     | 1997 | Final               |
| Derrota                                    | 76 kg             | Léo Vieira        | Pontos: 24x4                        | Copa Pelé          | 1997 | Superluta           |